# Dobiesławice (województwo świętokrzyskie)
Dobiesławice – wieś sołecka w Polsce położona w województwie świętokrzyskim, w powiecie kazimierskim, w gminie Bejsce. Leży przy DW768.
Do 1954 roku siedziba gminy Dobiesławice. W latach 1954–1972 wieś należała i była siedzibą władz gromady Dobiesławice. W latach 1975–1998 miejscowość administracyjnie należała do województwa kieleckiego.
| SIMC    | Nazwa      | Rodzaj    |
| ------- | ---------- | --------- |
| 0226856 | Dworskie   | część wsi |
| 0226862 | Łączki     | część wsi |
| 0226879 | Morgi      | część wsi |
| 0226885 | Parcelacja | część wsi |
| 0226891 | Zabłonie   | część wsi |
| 0226900 | Zagórze    | część wsi |

W miejscowości działa klub piłki nożnej, Nidzica Dobiesławice, założony w 2001 roku.

## Historia
Wymienia wieś Długosz. W połowie XV w. łany kmiece, folwark i karczma dają dziesięcinę, do 14 grzywien, mansjonarzom kościoła św. Jakuba na Kazimierzu krakowskim (Długosz L.B. t.II, s.26).
W wieku XIX  wieś w powiecie pińczowskim, gminie Dobiesławice, parafii Rachwałowice, leży na lewo od traktu z Koszyc do Korozyna, poczta w Koszycach.
Posiada sąd gminny okręgu IV, szkołę gminną.
W roku 1827 było tu 22 domów i 194 mieszkańców.
Dobiesławice były niegdyś własnością Sapiehów, obecnie Górskiego. W roku  1836 wykopano tu zbiór starych monet polskich i węgierskich z XI w.
Folwark w Dobiesławicach tworzył dobra z wsiami Dobiesławice, Stradlice, Wojciechów, Sądziszowice, Kaczkowice, Zysławice, Prokocice, Draszowice i Donatkowice.